# ظهر السلام الجديد (بني قيس الطور)

تعديل مصدري - تعديل

ظهر السلام الجديد هي إحدى قرى عزلة ربع الشمري بمديرية بني قيس الطور التابعة لمحافظة حجة، بلغ تعداد سكانها 205 نسمة حسب تعداد اليمن لعام 2004.